# Emilio Muñoz Ruiz
Emilio Muñoz Ruiz (València, 1937) és un científic, investigador, divulgador científic i gestor de política científica valencià, que ha estat President del Consell Superior d'Investigacions Científiques entre els anys 1988 i 1991.

## Trajectòria
Estudià Farmàcia i es va doctorar per la Universitat Complutense de Madrid, va completar la seva formació a la Universitat de Lieja (Bèlgica) i al Departament de Microbiologia, Universitat de Nova York (EUA), especialitzant-se en bioquímica, biologia molecular i biologia cel·lular i en els fenòmens d'interacció entre ciència, tecnologia i societat. És autor de nombroses publicacions en les dues línies d'investigació.
Ha exercit nombrosos càrrecs de política científica a Espanya i la major part de la seva carrera científica ha estat lligada al CSIC. Ha exercit de vicepresident del CSIC (1980-1982), director general de Política Científica (1982-1986), director general d'Investigació Científica i Tècnica (1986-1987), secretari general del Pla Nacional d'Investigació Científica i Desenvolupament Tecnològic (1987-1988) i President del Consell Superior d'Investigacions Científiques (1988-1991). També ha estat membre del Comitè de Recherche Scientifique et Technique (CREST) de la CEE (1985-1988). La seva darrera ocupació ha estat la de president del Comitè Científic d'ASEBIO (Asociación Española de Bioempresas).
El 2006 va emprendre la tasca d'alta divulgació sobre política científica i biologia a través de dues línies fonamentals: filosofia de la política científica i filosofia de la biologia.
Pertany a diverses societats científiques nacionals i estrangeres, com la Reial Acadèmia de Farmàcia (1984), l'Acadèmia Sueca de Ciències de l'Enginyeria, l'EMBO (1981), el Consell Científic de l'Oficina Regional de la UNESCO per a Europa (1989) i del Capítol Espanyol del Club de Roma (1989), Royal Swedish Academy of Engineering Sciences (1989) l'Academia Scientiarum et Artium Europaea (1994) o l'Acadèmia Europea de les Ciències i les Arts (1997).

## Reconeixements
Ha estat guardonat amb nombrosos premis nacionals i internacionals per la seva activitat científica: 
- Comendador de l'Orde al Mèrit de la República Italiana,
- Cavaller de la Legió d'Honor francesa i
- "Doctor honoris causa" per l'extinta Acadèmia de Ciències de l'URSS.
- Premi COSCE a la Difusió de la Ciència (2014)[2]

## Publicacions[7]
- Informe sobre la Ciencia y la Tecnología en España (2017), juntament amb altres autors. ISBN 978-84-15860-80-8.
- Establecimiento de la bioquímica y de la biología molecular en España (1940-1970) (1997), juntament amb María Jesús Santesmases Navarro de Palencia. ISBN 84-8004-230-3.
- Evolución de las relaciones entre biotecnología, industria y sociedad: el caso español (1997). ISBN 84-89246-16-5.
- Una visión de la biotecnología: principios, políticas y problemas (1994). ISBN 84-88989-00-8.
- Genes para cenar: : la biotecnología y las nuevas especies (1991). ISBN 84-7880-091-3.